# Ascosphaera acerosa
Ascosphaera acerosa är en svampart som beskrevs av Bissett, G. Duke & Goettel 1996. Ascosphaera acerosa ingår i släktet Ascosphaera och familjen Ascosphaeraceae.   Inga underarter finns listade i Catalogue of Life.